# 2008–2009-es MOL Liga
A MOL Liga első szezonját 2008-tól rendezték meg tíz magyar és romániai csapat részvételével. A MOL 2008 nyarán alakított ki szponzori együttműködést a magyar és a román jégkorongszövetséggel. A szezon első mérkőzésére 2008. szeptember 9-én került sor a Budapest Stars és a Dunaújvárosi Acélbikák között. Az első MOL Liga gólt Magosi Bálint szerezte. Az évad során a korábbi évekhez képest nagyon sok meccset közvetítettek a Ligából romániai és magyarországi sportcsatornák, mint a Sport 1 és a Sportklub.

## Előzmények
2008 februárjában a Budapest Stars, márciusban a Gyergyószentmiklós, majd a Steaua București is jelezte indulási szándékát a magyar bajnokságban, ahol korábban már két csíkszeredai csapat is indult. Áprilisban elfogadták az új csapatok indulását. Továbbá fix játéknapokat (kedd, szombat, vasárnap) és légiós korlátozást (5+1 fő) vezettek be. Május végén a liga csapatainak egyeztetésén felmerült, hogy nem a magyar bajnokság keretein belül szerepelnének, hanem egy közös nemzetközi bajnokságban (a Steaua indulásának feltétele volt), valamint, hogy szükség van egy tőkeerős névadó szponzorra is. Június 5-én a magyar csapatok alkotta liga úgy döntött, hogy nem lesz közös bajnokság, mivel a román fél döntésképtelenné vált (Kurkó János elnököt leváltották), a további várakozás pedig lehetetlenné tenné akár a magyar, akár a közös bajnokság megszervezését. Június 9-én az MJSZ elnökségi ülésén után kiderült, hogy továbbra sem végleges a közös bajnokság lemondása, ugyanis egy szponzor csak a romániai csapatokkal közös ligát támogatná. Augusztus végén hivatalosan bejelentették, hogy a nemzetközi bajnokság névadó szponzora a MOL Magyar Olaj- és Gázipari Nyrt. lesz.

### Igazolások
A Starsba igazolt az Alba Volán EBEL-csapatából Kangyal Balázs, Gröschl Tamás, Majoross Gergely és Svasznek Bence, Rajna Miklós az Újpestből, Lencsés Tamás a DAB-ból valamint a svéd harmadosztályból Holéczy Roger. A DAB-ba Lengyelországból visszaigazolt Tőkési Lajos. Az UTE szerződtette Sikorcin Ladislavot. A HC Csíkszereda állományába került Mihály Árpád.

## Résztvevők
| Csapat                                     | Város              | Jégpálya                       | Befogadóképesség | Vezetőedző                 |
| ------------------------------------------ | ------------------ | ------------------------------ | ---------------- | -------------------------- |
| Ferencvárosi TC                            | Budapest           | Pesterzsébeti Jégcsarnok       | 1500             | Pindák László              |
| Újpesti TE                                 | Budapest           | Megyeri úti Jégcsarnok         | 2000             | Pék György                 |
| Dab.Docler                                 | Dunaújváros        | Dunaújvárosi Jégcsarnok        | 4000             | Jonathan Patrick MacCallum |
| Steaua București                           | Bukarest           | Patinoar Mihai Flamaropol      | 8000             | Alekszandr Kulikov         |
| Alba Volán                                 | Székesfehérvár     | Székesfehérvári Jégcsarnok     | 3600             | Kóger István               |
| HC Csíkszereda                             | Csíkszereda        | Vákár Lajos Műjégpálya         | 4000             | Timo Lahtinen              |
| Sport Club Csíkszereda                     | Csíkszereda        | Vákár Lajos Műjégpálya         | 4000             | Staffan Lundh              |
| Gyergyószentmiklósi Progym Hargita Gyöngye | Gyergyószentmiklós | Gyergyószentmiklósi Műjégpálya | 2000             | Valerij Szidorov           |
| NZ-Stars                                   | Budapest           | Jégcentrum                     | 2008             | Robert Spisák              |
| Miskolci Jegesmedvék                       | Miskolc            | Miskolci Jégcsarnok            | 1800             | Mayer Péter                |

## Vezetőedző-váltások
| Csapat             | Távozó vezetőedző | A távozás oka    | A bejelentés ideje  | Helyezés     | Érkező vezetőedző          | A bejelentés ideje | Forrás        |
| ------------------ | ----------------- | ---------------- | ------------------- | ------------ | -------------------------- | ------------------ | ------------- |
| Újpesti TE         | Ivan Dornic       |                  |                     | szezon előtt | Pék György                 | 2008. június 5.    | [ 15 ]        |
| Miskolc            | Jan Faith         | közös megegyezés | 2008. augusztus 26. | szezon előtt | Mayer Péter                | 2008. .            | [ 16 ]        |
| Dab.Docler         | Vladimir Matejov  |                  | 2008. október 4.    | 7.           | Jonathan Patrick MacCallum | 2008. október 4.   | [ 17 ]        |
| Gyergyószentmiklós | Dusan Kapusta     |                  | 2008. november 12.  | 8.           | Valerij Szidorov           | 2008. november 20. | [ 18 ] [ 19 ] |
| HC Csíkszereda     | Marcel Ozimák     |                  | 2008. november 29.  |              | Timo Lahtinen              | 2008. november 29. | [ 20 ]        |

## Szezon
A 36 fordulós alapszakaszban mindenki 4 mérkőzést játszik a másik ellen(kettőt otthon, kettőt idegenben). Az első négy csapat vehet részt a rájátszásban, ahol az elődöntőben 3 mérkőzésen dől el a továbbjutó, majd a döntőben 5 mérkőzéses rendszerben dől el ki lesz a bajnok.

### Alapszakasz
| Hely. | Csapat                    | M  | Gy | HGy | HV | V  | G+  | G–  | Gk   | P  | Továbbjutás vagy kiesés          |
| ----- | ------------------------- | -- | -- | --- | -- | -- | --- | --- | ---- | -- | -------------------------------- |
| 1.    | HC Csíkszereda            | 36 | 27 | 3   | 4  | 2  | 200 | 92  | +108 | 91 | A rájátszás elődöntőjébe jutott. |
| 2.    | SC Csíkszereda            | 36 | 25 | 3   | 1  | 7  | 174 | 90  | +84  | 82 | A rájátszás elődöntőjébe jutott. |
| 3.    | Újpesti TE                | 36 | 24 | 2   | 3  | 7  | 181 | 114 | +67  | 79 | A rájátszás elődöntőjébe jutott. |
| 4.    | NZ-Stars                  | 36 | 19 | 2   | 2  | 13 | 114 | 82  | +32  | 63 | A rájátszás elődöntőjébe jutott. |
| 5.    | Dab.Docler                | 36 | 18 | 3   | 2  | 13 | 149 | 123 | +26  | 62 |                                  |
| 6.    | Steaua București          | 36 | 18 | 1   | 1  | 16 | 159 | 127 | +32  | 57 |                                  |
| 7.    | Ferencvárosi TC           | 36 | 13 | 0   | 1  | 22 | 102 | 153 | −51  | 40 |                                  |
| 8.    | Progym Gyergyószentmiklós | 36 | 11 | 1   | 1  | 23 | 114 | 176 | −62  | 36 |                                  |
| 9.    | Miskolci Jegesmedvék      | 36 | 3  | 1   | 2  | 30 | 71  | 193 | −122 | 13 |                                  |
| 10.   | Alba Volán                | 36 | 3  | 1   | 0  | 32 | 80  | 194 | −114 | 11 |                                  |

### Rájátszás
Az rájátszásba az alapszakasz első négy helyezettje jutott. Az elődöntőket a csíkszeredai Vákár Lajos Műjégpályán rendezték 2009. január 24-én és január 25-én, a döntőket ugyanott január 31. és február 14. között.
|  | Elődöntők      | Elődöntők      | Elődöntők      |   |                | Döntő          | Döntő | Döntő |
|  |                |                |                |   |                |                |       |       |
|  | 4-3, 3-2       |                |                |   |                |                |       |       |
|  | SC Csíkszereda | SC Csíkszereda | 2              |   |                |                |       |       |
|  | Újpesti TE     | Újpesti TE     | 0              |   |                |                |       |       |
|  |                |                |                |   |                |                |       |       |
|  |                |                |                |   |                | 5-2, 6-3, 5-3  |       |       |
|  |                |                |                |   | HC Csíkszereda | HC Csíkszereda | 3     |       |
|  |                | SC Csíkszereda | SC Csíkszereda | 0 |                |                |       |       |
|  |                |                |                |   |                |                |       |       |
|  |                |                |                |   |                |                |       |       |
|  |                |                |                |   |                |                |       |       |
|  | 5-3, 5-0       |                |                |   |                |                |       |       |
|  | HC Csíkszereda | HC Csíkszereda | 2              |   |                |                |       |       |
|  | NZ Stars       | NZ Stars       | 0              |   |                |                |       |       |

### Ponttáblázat
| Hely | Név                       | Csapat         | Mérkőzés | Gól | Assziszt | Pont |
| 1.   | Patrik Sigvard Wallenberg | SC Csíkszereda | 37       | 50  | 31       | 81   |
| 2.   | Mihály Árpád              | HC Csíkszereda | 39       | 40  | 39       | 79   |
| 3.   | Johan Wilhelm Ramstedt    | SC Csíkszereda | 37       | 23  | 53       | 76   |
| 4.   | Ladislav Sikorcin         | Újpest         | 33       | 31  | 44       | 75   |
| 5.   | Jan Zlocha                | Újpest         | 37       | 29  | 42       | 71   |
| 6.   | Vladimir Dubek            | Újpest         | 38       | 28  | 38       | 66   |
| 7.   | Catalin Geru              | Steaua         | 36       | 29  | 26       | 55   |
| 8.   | Jánosi Csaba              | Ferencváros    | 35       | 29  | 21       | 50   |
| 9.   | Szőcs Szabolcs            | SC Csíkszereda | 37       | 20  | 27       | 47   |
| 10.  | Robert Franc              | Progym         | 36       | 25  | 20       | 45   |

### Kapus-statisztika
| Hely | Név              | Csapat         | Mérkőzés | Játszott perc | Védett lövés | Védés %-ban |
| 1.   | Polc Patrik      | HC Csíkszereda | 25       | 1405          | 716          | 92,98       |
| 2.   | Björn Wallberg   | NZ Stars       | 32       | 1882          | 935          | 92,57       |
| 3.   | Ivan Fedor       | HC Csíkszereda | 14       | 796           | 376          | 91,04       |
| 4.   | Stanislav Kozuch | SC Csíkszereda | 38       | 2124          | 921          | 90,47       |
| 5.   | Juraj Nemcak     | Újpest         | 23       | 1343          | 655          | 90,46       |

### Különdíjak
- Legjobb kapus: Björn Wallberg (NZ Stars)
- Legjobb hátvéd: Igor Rufus (Újpesti TE)
- Legjobb csatár: Mihály Árpád (HC Csíkszereda)
- Legeredményesebb játékos (MVP): Patrik Sigvard Wallenberg (SC Csíkszereda)

### Statisztikák
Legtöbb gól egy mérkőzésen:
- 2008.09.12  Progym Hargita Gyöngye -  Újpesti TE 7:8
- 2008.09.30  Alba Volán SC -  Ferencvárosi TC 5:10
- 2008.10.24  SC Csíkszereda -  Újpesti TE 9:6
- 2008.01.09  HC Csíkszereda -  Dunaújvárosi Acélbikák 12:3

Legnagyobb arányú győzelem:

- 2008.01.09  HC Csíkszereda -  Dunaújvárosi Acélbikák 12:3

## A HC Csíkszereda bajnokcsapata
| Kapusok | Kapusok       |
| ------- | ------------- |
| 30      | Polc Patrik   |
| 35      | Fülöp Róbert  |
| 33      | Fülöp Rajmond |

| Védők | Védők            |
| ----- | ---------------- |
|       | Adorján József   |
| 68    | Flinta Botond    |
| 13    | Góga Attila      |
| 88    | Nagy István      |
| 49    | Socha Daniel     |
| 44    | Harabin Ladislau |
| 8     | Suur Dimitri     |
| 4     | Solti Tamás      |
| 53    | Szögyör Zoltán   |

| Támadók | Támadók         |
| ------- | --------------- |
| 17      | Antal Zsombor   |
| 37      | Bálint Zsolt    |
| 71      | Biró Ottó       |
| 20      | Lőrincz Levente |
| 24      | Mihály Árpád    |
| 21      | Mihály Ede      |
| 7       | Molnár Zsolt    |
| 28      | Páll Zoltán     |
| 22      | Péter Levente   |

| 99 | Petres Tivadar    |
| 23 | Pupak Miroslav    |
| 18 | Saluga Martin     |
| 32 | Stefanka Miroslav |
| 11 | Szabó István      |
| 77 | Virág Csanád      |
| 14 | Zabludovsky Denis |

Edző:  Timo Lahtinen